# Pascal-Joseph Taskin
Pour les articles homonymes, voir Taskin.
Pascal-Joseph Taskin, né le 27 juillet 1723 à Theux, province de Liège, de Jean Taskin et de Jeanne Rivier. Il est mort le 9 février 1793 à Versailles. C'est un facteur de clavecins d'origine belge établi à Paris.

## Biographie
Il fit son apprentissage auprès de François-Étienne Blanchet II. Après la mort de ce dernier, il épousa, en 1766, sa veuve et reprit l'affaire. Il devint facteur officiel de Louis XV et de Louis XVI. Il construisait aussi des pianoforte — à sa mort, son atelier en produisait à peu près autant que de clavecins. De 1780 à 1790, il fut administrateur de la collection royale d'instruments, à la suite de Chiquelier dont il obtint la survivance de la charge. Le roi lui offrit le titre de facteur des instruments de la Cour, mais il refusa pour se consacrer entièrement à ses travaux. Il fit admettre son neveu Pascal-Joseph Taskin.
Taskin reconnut la grande qualité musicale des instruments flamands des Ruckers et Couchet, ce qui ne l'empêcha pas de les soumettre à de profonds « ravalements » qui parfois ne conservaient de l'instrument original que la table d'harmonie et la caisse, afin de les adapter à l'esthétique musicale de son époque. Cette opération avait pour but d'élargir l'ambitus de l'instrument, jusqu'à la porter à 61 notes, et était aussi l'occasion de le doter d'un mécanisme, appelé genouillères, permettant de changer les mélanges de jeux tout en jouant. On en profitait pour installer des claviers neufs et reprendre l'ensemble de la décoration. Taskin a équipé nombre de clavecins d'un jeu dont les sautereaux étaient munis de peau de buffle au lieu d'un bec de plume, afin d'obtenir une sonorité plus douce et de pouvoir faire des nuances.
Il devait atteindre à une très grande notoriété et son nom symbolise l'apogée de la facture parisienne. Les clavecins faits par Taskin sont largement copiés par les facteurs d'aujourd'hui.
Le clavecin de 1769 exposé à Édimbourg (Russell Collection), restauré au XIXe siècle par Louis Tomasini, a servi de modèle pour trois clavecins présentés à l'Exposition universelle de Paris de 1889. Ce clavecin avait appartenu à Emile Alexandre Taskin.
Taskin a également construit des pianoforte (soit en forme de clavecins, soit, le plus souvent, carrés), et une harpe-psaltérion de son invention appelée armandine.
À partir de la Révolution, il se rallie aux idées nouvelles et se montrera même anticlérical. Il restera en lien avec le marquisat de Franchimont, en Belgique, centre du mouvement ultra-démocratique. 
Henri-Joseph (Pascal) Taskin, parfois dit Pascal Taskin II (22 novembre 1750, Theux - 5 février 1829, Versailles), neveu du précédent, vient à Paris à l'âge de treize ans et fut également facteur de clavecins et de pianoforte. Il succéda à son oncle comme accordeur à l'École Royale de Chant. En avril 1777, il épousa la belle fille de son oncle Marie-Françoise-Julie Blanchet. Deux fils furent aussi musiciens : Antoine-Joseph (Paris, 1778-1810), violoniste et chanteur ; Henry Joseph (Paris 1779-1852), professeur, compositeur et éditeur de musique. Émile-Alexandre Taskin (1853-1897), arrière-petit-fils de Taskin II était baryton à l'Opéra Comique à la fin du XIXe siècle et, par sa fille Arlette, cantatrice, fut le beau-père du compositeur et organiste Louis Vierne.
Comme compositeur, il a laissé un Concerto pour le Piano-Forte avec accompagnement de deux Violons, Alto, Basse, deux Flûtes, deux Clarinettes, Deux Bassons et deux Cors, Œuvre 2 (1800). (BnF, Vm26 270) Détail intéressant : sur la couverture, Henri-Joseph (Pascal) Taskin s'identifie comme « fils, son élève » de son célèbre oncle. La BnF conserve aussi une Fantaisie suivie d'un Rondeau pour le Forté-Piano, Œuvre 3e, publiée par l'auteur à Paris et à Versailles, vers 1800.

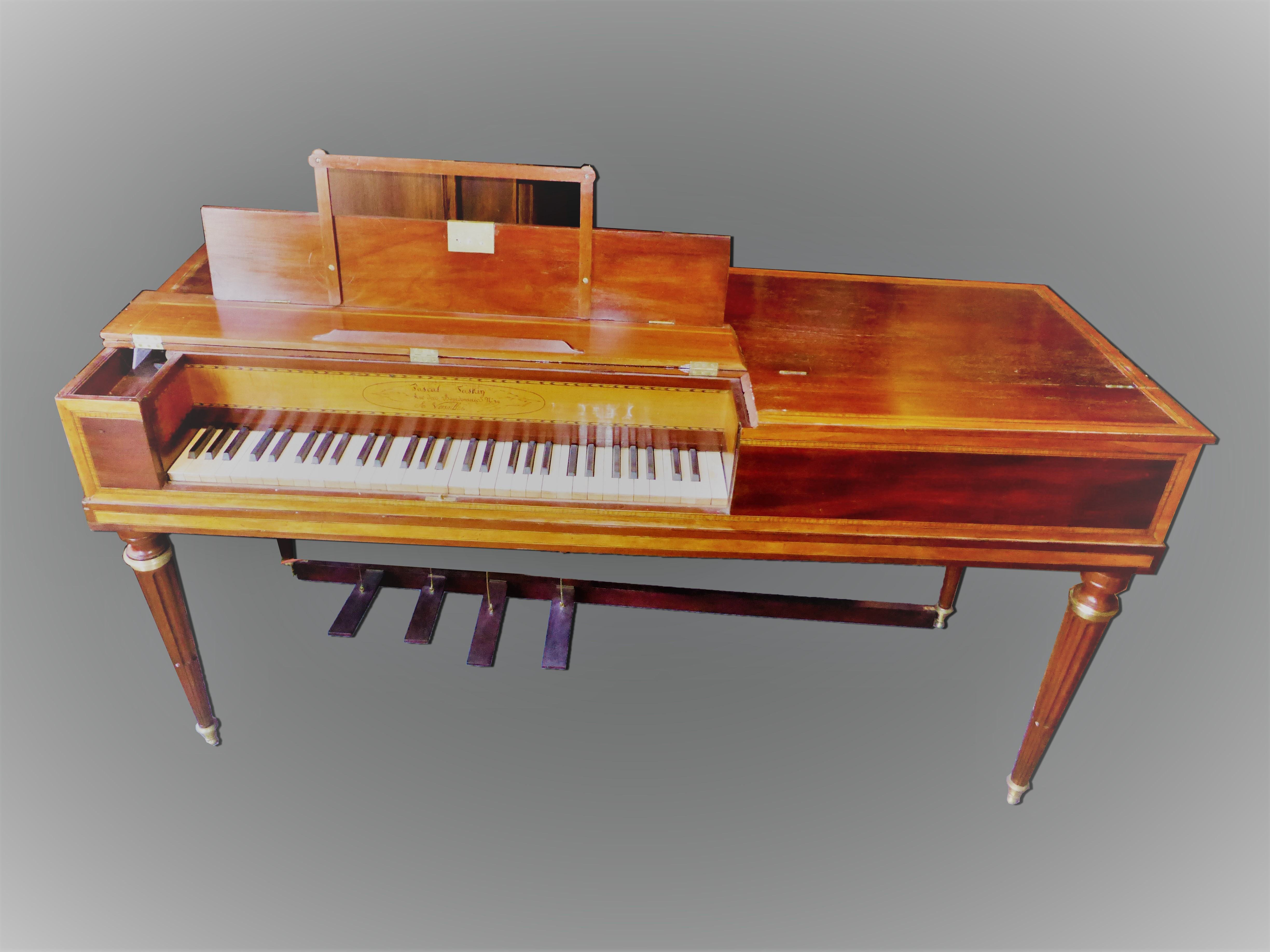

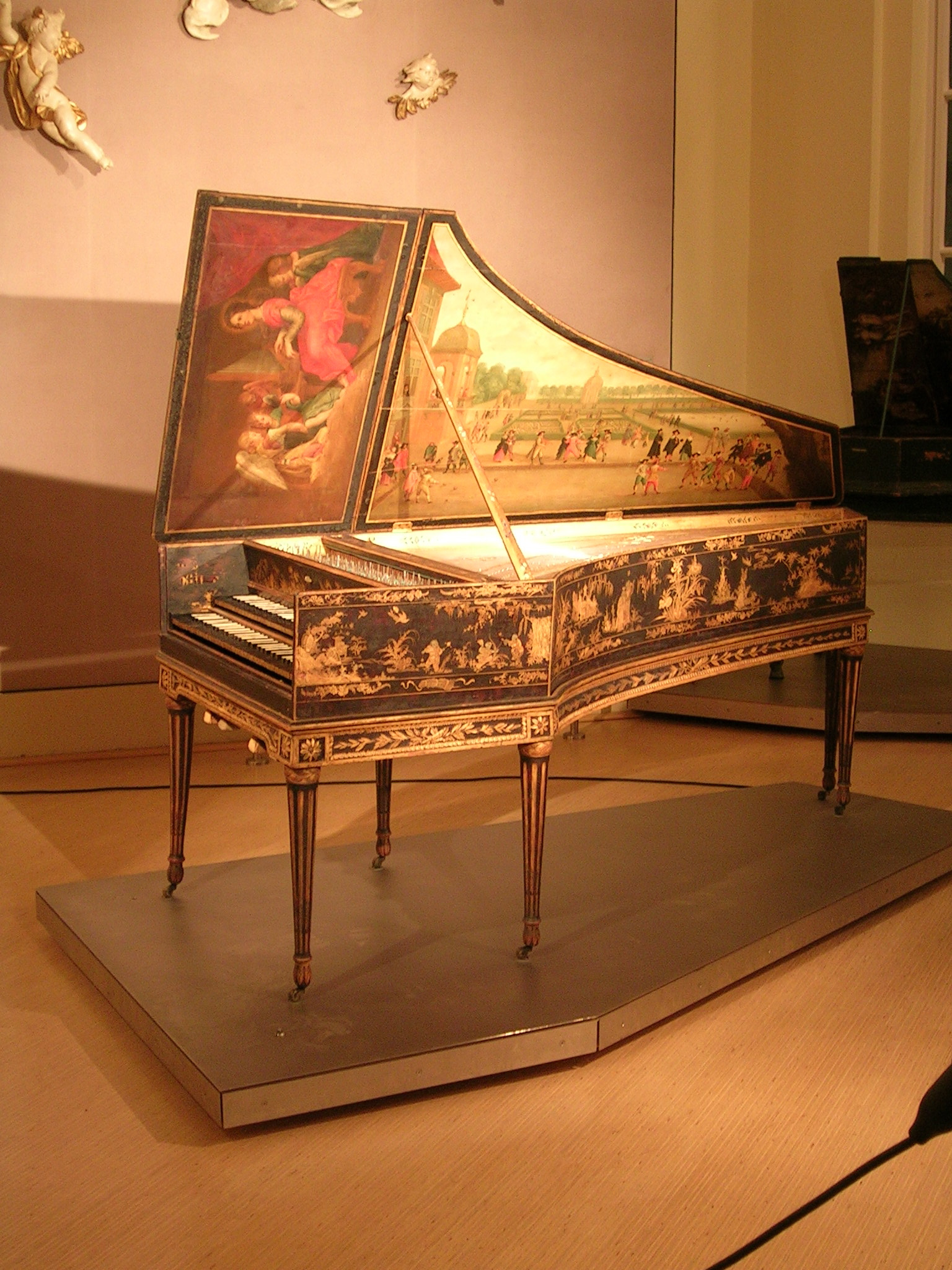
Clavecin Paris, 1788 Hambourg, Museum für Kunst und Gewerbe
Pianoforte Paris, 1787 Berlin, Musikinstrumentenmuseum